# 款州
款州，又作颖州，南北朝时西魏、北周设立的州。
西魏文帝大统十五年（南朝梁大宝元年、549年），西魏占领了汉东之地，包括北郢州。改北郢州为款州，定阳县改为安贵县，治所在安贵县（今湖北省随州市西北）。下辖上明郡，治所在平林县（今湖北省随州市东北）。周武帝天和二年（567年）四月，合并东南诸州：废除款州，并入唐州，属于涢水郡。